# Ưng trảo quyền

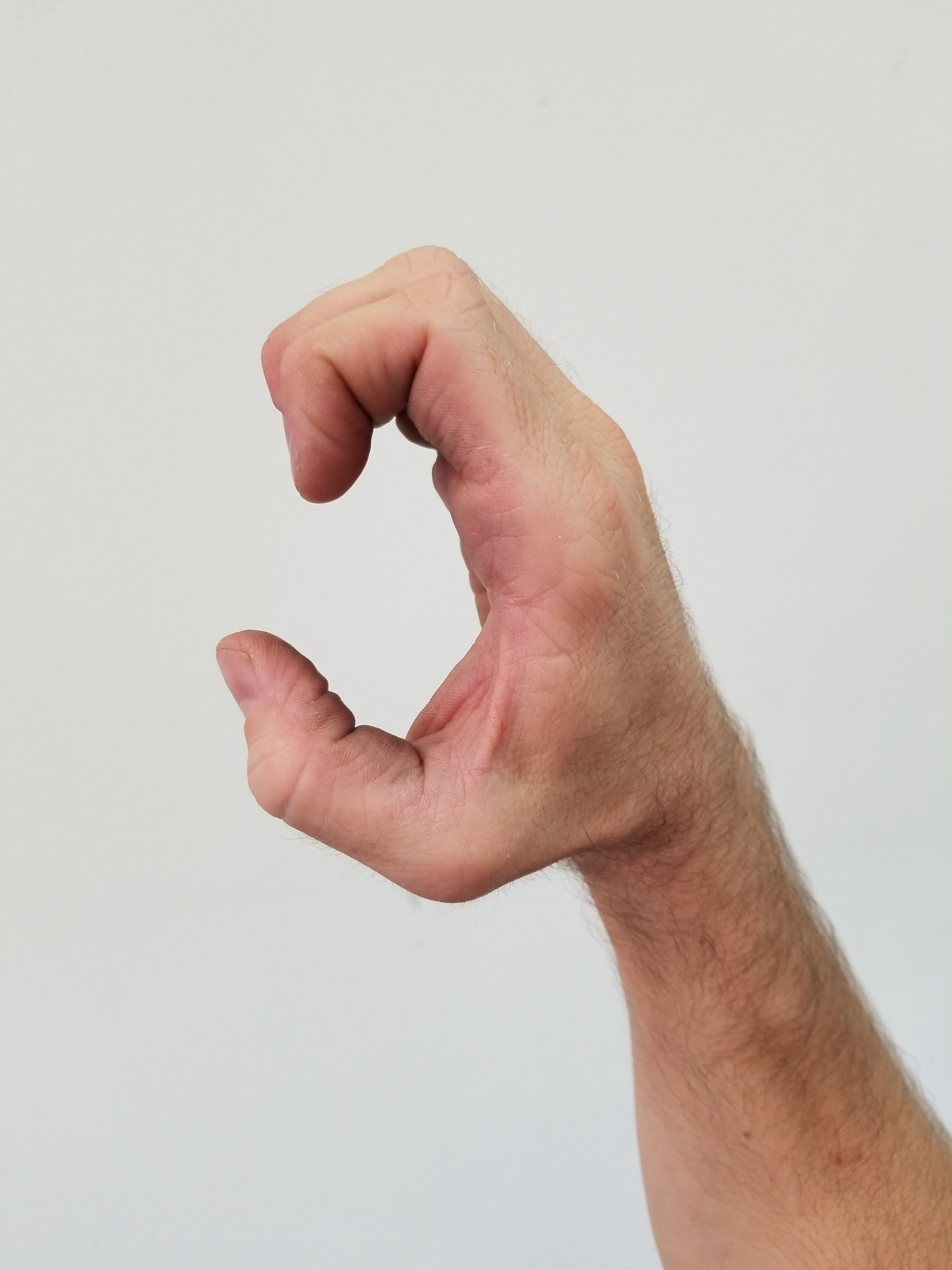
Ưng trảo công

Ưng Trảo quyền, tục gọi là Ưng trảo công hay phép luyện Ưng trảo quyền, (chữ Hán: 鷹爪派), đọc bính âm Ying Jow Pai tức Ưng trảo phái, dịch nghĩa tiếng Anh: Eagle Claw, được lưu truyền là có nguồn gốc từ Nhạc Phi, xuất hiện bắt đầu vào khoảng năm 1130 vào thời kỳ giữa cuộc chiến tranh giữa nhà nhà Nam Tống và các bộ tộc người Nữ Chân của vương triều nhà Kim (1115-1234) là tổ tiên của người Mãn Châu sau này sáng lập ra vương triều nhà Thanh
Đây là môn quyền thuật của Bắc Thiếu Lâm mà kỹ pháp chủ yếu là các động tác vồ, chụp, khóa, bẻ, điểm, đâm....